# Municipio José Felipe Márquez Cañizales
José Felipe Márquez Cañizales es uno de los veinte municipios que forman parte del Estado Trujillo en Los Andes de Venezuela. Su capital es la ciudad de El Paradero. Tiene una extensión de 648 km², según el censo de INE su población para el año 2011 es de 6 492 habitantes.

## Historia
El municipio José Felipe Márquez Cañizales fue creado en 1971 con tierras de los municipios Miranda y Candelaria.
El Municipio de Márquez Cañizales fue elevado a Municipio autónomo el 10 de noviembre de 1994, logrando su autonomía del Municipio Candelaria pasando a ser Municipio José Felipe Márquez Cañizales

## Geografía

### Parroquias
el municipio está dividido en 3 parroquias
| Parroquia             | Capital       |
| --------------------- | ------------- |
| El Socorro            | El Paradero   |
| Los Caprichos         | Los Caprichos |
| Antonio José de Sucre | La Placita    |

### Límites
El municipio limita al norte y al este con el estado Lara; al sur, con los municipios Carache, Candelaria y Miranda; y al oeste, con el municipio Andrés Bello y los estados Zulia y Lara.
Fue creado mediante la Gaceta Oficial del estado Trujillo, en edición extraordinaria del 30 de enero de 1995, a partir de la segregación de la parroquia José Felipe Márquez Cañizales, que anteriormente formaba parte del municipio Miranda. El territorio que ocupa corresponde al mismo espacio físico de la parroquia Heriberto Arroyo del estado Lara, según lo establecido en la Gaceta Extraordinaria N.º 12, de fecha 23 de enero de 1991.
Cabe destacar que este municipio es objeto de una disputa territorial con el estado Lara. En la localidad de El Paradero existen organismos administrativos y de servicios —como prefectura, comandancia, escuelas y dispensarios— que dependen del estado Lara, lo que refleja la complejidad de la delimitación jurisdiccional en esta zona fronteriza.

## Política y gobierno

### Alcaldes
| Período     | Alcalde          | Partido político / Alianza | % de votos | Notas |
| ----------- | ---------------- | -------------------------- | ---------- | --- |
| 1995 - 2000 | Isolina Leal     | AD                         | -          | Primer alcalde bajo elecciones directas (se realizaron elecciones generales adelantadas en el 2000 debido a la aprobación de la Constitución de 1999) |
| 2000 - 2004 | Isolina Leal     | AD                         | 58,55      | Reelecta |
| 2004 - 2008 | Isolina Leal     | AD                         | 59,49      | Reelecta |
| 2008 - 2013 | Denny Lameda     | AD                         | 41,85      | Segundo alcalde bajo elecciones directas (se postergan 1 año las elecciones municipales pautadas para finales del 2012)                               |
| 2013 - 2017 | Alexander Vargas | PSUV                       | 42,90      | Tercer alcalde bajo elecciones directas |
| 2017 - 2021 | Alexander Vargas | PSUV                       | 69,62      | Reelecto |
| 2021 - 2025 | Cervando Godoy   | AD                         | 48,00      | Cuarto alcalde bajo elecciones directas |

### Concejo municipal
Período 1995 - 2000
| Concejales:        | Partido político / Alianza |
| ------------------ | -------------------------- |
| Oneida Godoy       | AD                         |
| Mateo Viscaya      | AD                         |
| Rigoberto Durán    | AD                         |
| Eustoquio Mosquera | COPEI                      |
| Manuel Briceño     | MAS                        |

Período 2000 - 2005
| Concejales:        | Partido político / Alianza |
| ------------------ | -------------------------- |
| Maria Isabel Godoy | AD                         |
| Mateo Viscaya      | AD                         |
| Luis Tovar         | AD                         |
| Jose Sanchez       | MVR                        |
| Carlos Marín       | MVR                        |

Período 2005 - 2013
| Concejales:        | Partido político / Alianza |
| ------------------ | -------------------------- |
| Maria Isabel Godoy | AD                         |
| Donato Portales    | AD                         |
| Jesus Timaure      | AD                         |
| Luis Tovar         | AD                         |
| Yonny Leal         | AD                         |

Período 2013 - 2018:
| Concejales          | Partido político / Alianza |
| ------------------- | -------------------------- |
| Oscar Colmenares    | PSUV                       |
| Yilver Pernalete    | PSUV                       |
| Guillermina Sánchez | PSUV                       |
| Eustaquio Mosquera  | PSUV                       |
| Martina Valbuena    | MUD                        |

Período 2018 - 2021
| Concejales          | Partido político / Alianza |
| ------------------- | -------------------------- |
| Victor Gómez        | PSUV                       |
| Guillermina Sánchez | PSUV                       |
| Raquel Valecillos   | PSUV                       |
| Eustaquio Mosquera  | PSUV                       |
| Maria Torres        | PSUV                       |

Período 2021 - 2025
| Concejales       | Partido político / Alianza |
| ---------------- | -------------------------- |
| Marlene Duarte   | AD                         |
| Lucindo Gonzalez | AD                         |
| Yamilet Perdomo  | AD                         |
| Yasmin Figueredo | AD                         |
| Maria Torres     | PSUV                       |